# Ястребово (Пригородна волость)
Ястребово (рос. Ястребово) — присілок в Опочецькому районі Псковської області Російської Федерації.
Населення становить 25 осіб. Входить до складу муніципального утворення Пригородна волость.

## Історія
Від 2015 року входить до складу муніципального утворення Пригородна волость.

## Населення
| 2001 | 2002 | 2010 | 2012 | 2013 | 2014 | 2015 |
| ---- | ---- | ---- | ---- | ---- | ---- | ---- |
| 19   | ↗29  | ↘18  | ↘15  | ↗17  | ↗19  | ↗24  |
| 2016 |      |      |      |      |      |      |
| ↗25  |      |      |      |      |      |      |